# Isla Elena
La isla Elena, también llamada Península Barranca es una isla marítima ubicada en dentro de la ría Deseado, en el Departamento Deseado, de la provincia de Santa Cruz, Patagonia Argentina. Se halla sobre la margen sur de la ría separada de la costa continental por un estrecho canal que varía entre 80 y 120 metros de ancho. Se encuentra a sólo 2,5 kilómetros en línea recta de la ciudad de Puerto Deseado, y de la isla de los Leones por otro canal hacia el norte de 300 metros de ancho. 

## Geomorfología y Fauna
Esta isla presenta en su parte norte un largo acantilado conocido turísticamente como Barranca de los Cormoranes, el cual tiene una longitud de 200 metros aproximadamente y entre 20 y 25 metros de altura. Este acantilado sirve de asentamiento a dos colonias de reproducción de cormoranes, cada una ocupando sectores bien diferenciados aprovechando oquedades naturales de la roca. Una de las colonias es de cormoranes grises (Phalacrocorax gaimardi) y la otra de cormoranes de cuello negro (Phalacrocorax magellanicus). 
La colonia de cormorán gris es la más importante de la región de Deseado y la segunda en importancia de la Provincia de Santa Cruz. También se han registrado nidos garzas brujas (Ardea alba).

## Esparcimiento
Los acantilados son utilizados como atractivos turísticos desde embarcaciones, en especial para sacar fotografías, mientras que en la parte sur de la isla se practica activamente la pesca deportiva, no encontrándose ninguna especie nidificando en el resto de la isla.

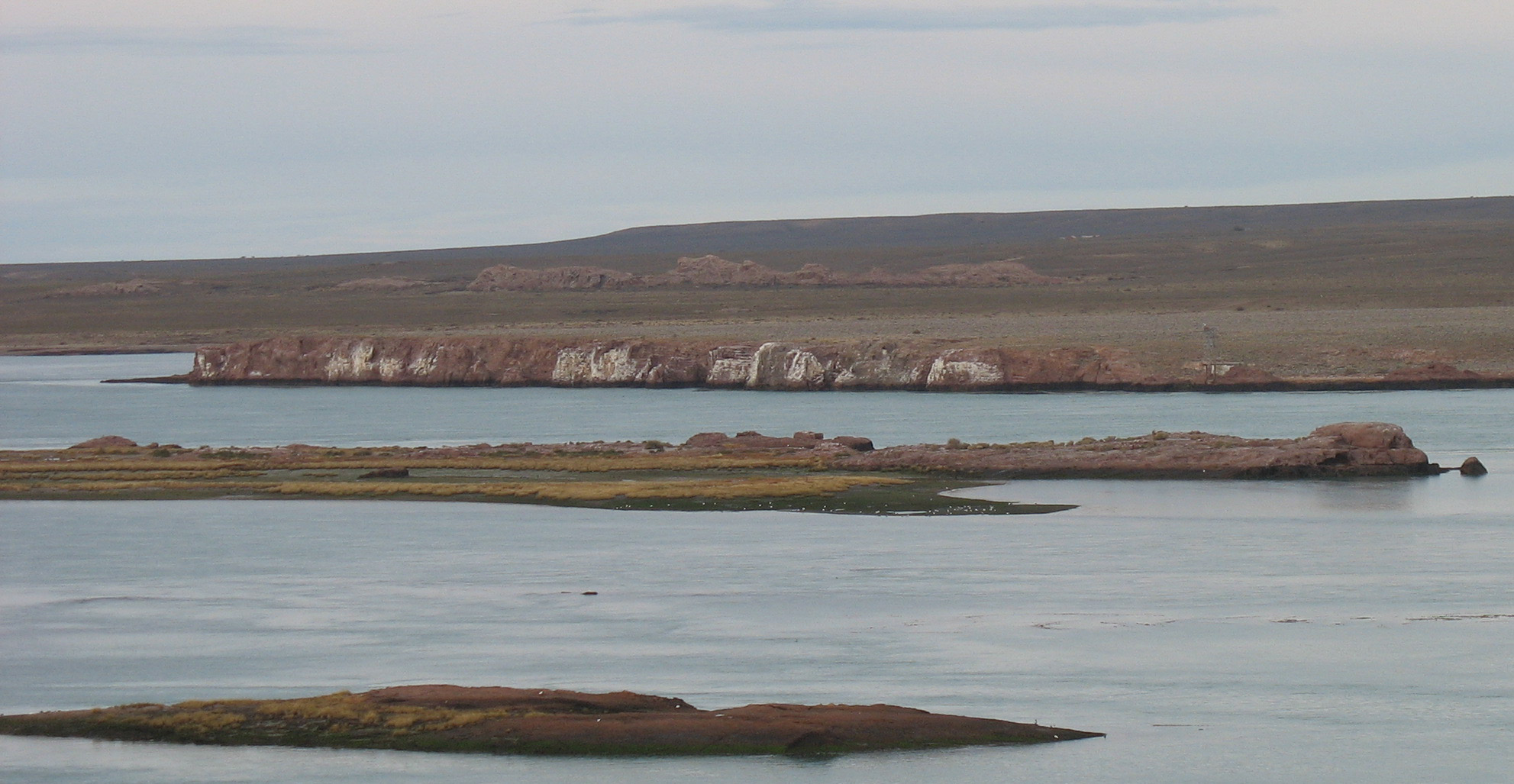
Vista de la Barranca de los Cormoranes ubicada al norte de la isla Elena, por delante se observa la isla de los Leones en la ría Deseado. Las manchas blancas corresponden a guano de las aves marinas que anidan en la barranca.

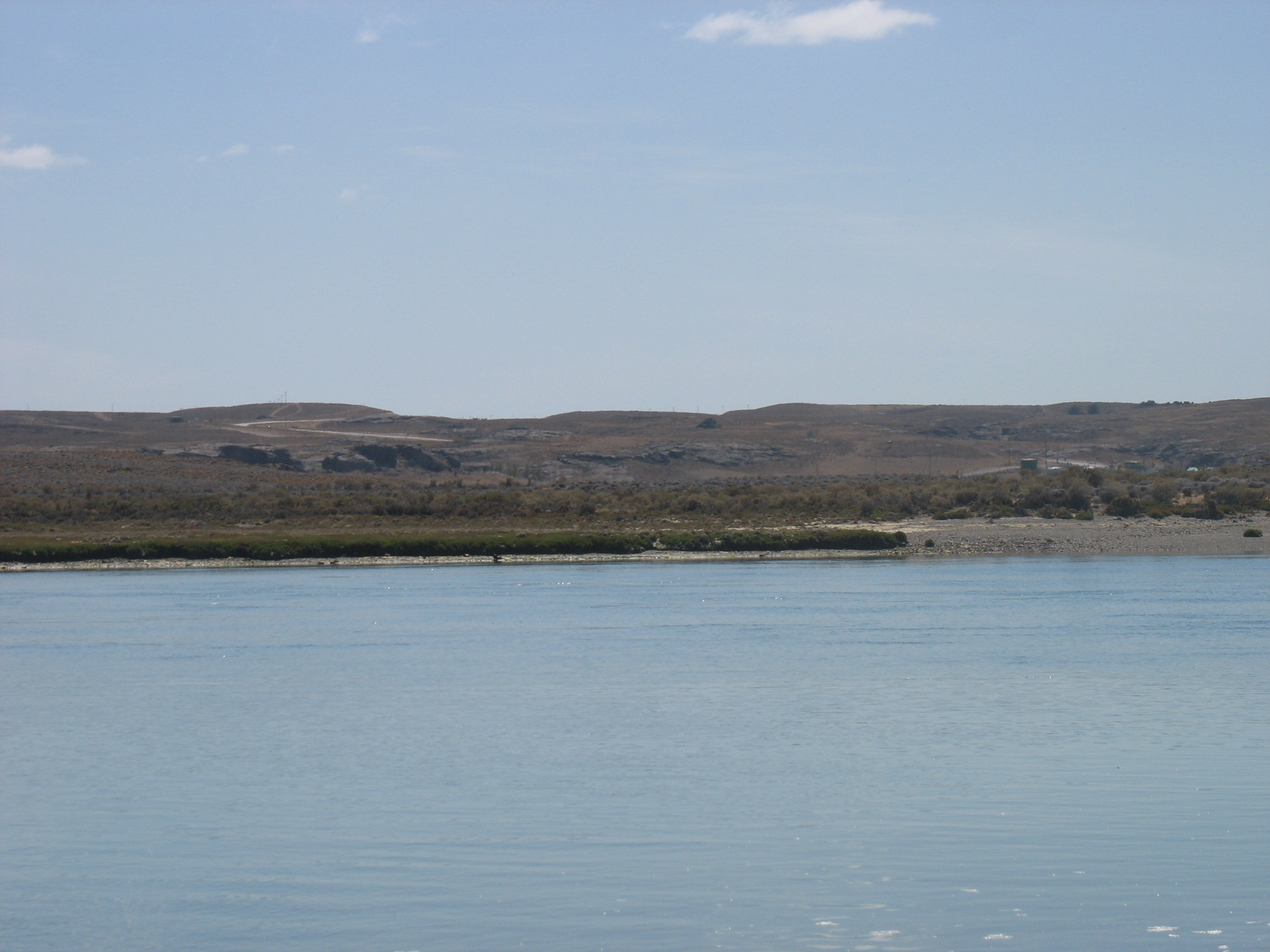
Vista de la costa sur de isla Elena, al fondo y por detrás, se observa la margen norte de la ría Deseado.